# یواس‌اس هایدراس (ای‌کی‌ای-۲۸)
یواس‌اس هایدراس (ای‌کی‌ای-۲۸) (به انگلیسی: USS Hydrus (AKA-28)) یک کشتی بود که طول آن ۴۲۶ فوت (۱۳۰ متر) بود. این کشتی در سال ۱۹۴۴ ساخته شد.